# Bear Swamp
Bear Swamp ist ein 285 Acres (1,2 km²) großes Naturschutzgebiet bei Ashfield im Nordwesten des Bundesstaats Massachusetts der Vereinigten Staaten. Es wird von der Organisation The Trustees of Reservations verwaltet und ist kostenfrei zugänglich.

## Geschichte
Im 18. Jahrhundert wurde das Gebiet von den europäischen Siedlern weitgehend gerodet und als Schafweide sowie für weitere Landwirtschaft genutzt. In den 1960er Jahren begannen Esther und Philip Steinmetz unter dem Eindruck, dass immer mehr Naturgebiete verloren gingen, Landflächen aufzukaufen und zu bewahren, wozu sie auch andere Einwohner der Umgebung überzeugen konnten. Heute erinnert eine Gedenktafel am Apple Valley Overlook daran. 1968 schenkten sie die erworbenen Grundstücke den Trustees, weitere Teilgebiete folgten von anderen Spendern. Zuletzt konnte die Organisation im Jahr 1997 Land in diesem Gebiet erwerben.

## Schutzgebiet
Im Schutzgebiet stehen rund 3 mi (4,8 km) an Wanderwegen zur Verfügung. Als besondere Attraktionen bieten sich ein Biberteich sowie weitreichende Streuobstwiesen an. Heute ist das ehemals als Weide genutzte Land wieder weitgehend mit Bäumen und Sträuchern bewachsen und weist große Waldflächen auf.
Während die saisonale Jagd zugelassen ist, ist Mountainbikefahren explizit untersagt.